# Paraphoxus obtusidens
Paraphoxus obtusidens är en kräftdjursart. Paraphoxus obtusidens ingår i släktet Paraphoxus och familjen Phoxocephalidae. Inga underarter finns listade i Catalogue of Life.